# 還元的アミノ化
還元的アミノ化（かんげんてき-か、reductive amination）とは、アルデヒドあるいはケトンをアミンへと変換する化学反応の総称である。

## 有機合成化学における還元的アミノ化
有機合成化学において、1級～3級アミンを得る方法として汎用されている。（その他のアミノ化として、光延反応やブッフバルト・ハートウィッグ反応が挙げられる。）
反応は2段階に分けられる。初めに、カルボニル基とアミンが反応し、イミン（2級アミンを用いた場合はイミニウムカチオン）が生成される。続いて、シアノ水素化ホウ素ナトリウムなどの還元剤によってアミンが得られる。

### 還元剤の種類
歴史的には、還元剤にギ酸を用いる方法（ロイカート反応、エシュバイラー・クラーク反応）が開発されているが、現在では操作が簡便で信頼性の高い水素化ホウ素試薬を用いる方法が一般的である。
中でも、シアノ水素化ホウ素ナトリウム(NaBH3CN)を用いる方法はBorch反応とも呼ばれ、最も汎用されている。水素化ホウ素ナトリウムがイミンだけでなくカルボニル基も還元してしまうのに対し、より弱い還元剤であるNaBH3CNは中性条件下でイミンのみを選択的に還元できるためである。
しかしNaBH3CN自体が毒物であること、反応系にシアン化物イオンが生成する恐れがあることから、最近では低毒性で同様の還元力を持つ水素化トリアセトキシホウ素ナトリウムNaBH(OAc)3の使用例が増加している。さらに、水中や無溶媒系でも使用可能な2-ピコリン-ボランも市販されている。

## 生化学における還元的アミノ化
アミノ酸の生合成は、αケト酸の還元的アミノ化によって行われる。
{\displaystyle {\ce {HO2CC(O)R -> HO2CC(=NCH2-X)R -> HO2CCH(N=CH-X)R -> HO2CCH(NH2)R}}}